# Castell de Montfort (Israel)
El Castell de Montfort (en àrab: Qal'at al-Qurain o Qal'at al-Qarn, que vol dir «Castell de la Banya Petita» o «Castell de la Banya») és un castell construït pels croats, situat en l'Alta Galilea, a Israel, a uns 16 km al sud de la frontera amb el Líban. L'àrea on està el castell està catalogada com a parc i reserva natural nacional, anomenat Nahal Kziv, i és un important lloc turístic.

## Etimologia
El seu nom està format per dos mots francesos mont i fort, equivalents en català, però els cavallers teutons empraven el nom Starkenberg, que és una adaptació de l'original, format pels termes stark («fort») i Berg («muntanya»). La dualitat de noms és deguda a que els primers constructors van ser la família francesa dels Milly, però el 1220 fou venut a l'Orde Teutònic.

## Història
Montfort fou el principal castell en Terra Santa de l'Orde Teutònic, orde militar que es fundà a finals del segle xii a Acre. La fortalesa està construïda en una estreta franja a dalt d'una muntanya, en l'Alta Galilea. A diferència del altres castells croats, no es construí originàriament com a edifici militar sinó per fer funcions administratives en la regió, és a dir per contenir arxius i la tresoreria en un lloc segur. En aquell moment l'Orde Teutònic hagué de competir amb els membres l'Orde del Temple i l'Orde de l'Hospital que estaven a Acre, els quals també volien posseir aquest castell.
Poc després de la creació del Regne de Jerusalem, el 1099, començaren a arribar pelegrins europeus i colons. La família Milly, pertanyent a la noblesa franca, rebé aquest senyoriu i s'ocupà de treure'n fruit dels seus conreus, com era costum en el feudalisme, mentre hi establia la seva residència. El 1187 un exèrcit de musulmans, comandat per Saladí derrotà els croats i recuperà la capital, Jerusalem, amb altres territoris, entre els quals estava el castell de Montfort. Els musulmans, igual com els croats, no donaren gaire importància a aquesta propietat. No tenia interès estratègic perquè estava situat molt terra endins, lluny de la costa i lluny dels camins principals.
La presa de Jerusalem, motivà la Tercera Croada (1189-1192) i encara que recuperaren territoris, el reialme no arribà a les dimensions que tingué abans de les conquestes de Saladí. Jerusalem i bona part de la Judea central i les muntanyes de Samària encara estaven sota control musulmà. Llavors els croats situaren la nova capital a Acre, cosa que donà més importància al castell de Montfort, que estava a 8 milles d'aquest port. La família Milly tornà a tenir el castell. Els cavallers teutònics, un cop resolts alguns conflictes amb els templers i els hospitalers d'Acre, decidiren el 1220 allunyar-se'n d'ells i d'aquella ciutat, per a la qual cosa compraren el castell als Milly. Tot seguit el renovaren.

## Construcció i ús (1228-71)
El Papa Gregori IX, a petició del gran mestre Hermann von Salza, envià nombrosos donatius de ciutadans europeus, amb els quals es remodelà el castell de Montfort. Amb aquests diners ampliaren i fortificaren l'edifici. Aquí establiren la seva casa principal, amb l'arxiu i la tresoreria, un cop acabades les obres el 1229. A més d'allargar les muralles, edificaren una estructura allargada de dos pisos per a ser habitada, situada al centre de la fortalesa, la qual encara es conserva.
El 1266 un exèrcit comandat per dos emirs al servei del soldà mameluc Bàybars I muntà setge al castell. Els seus habitant resistiren i els mamelucs finalment abandonaren el setge.
El 1271, quan molts castells croats havien caigut en poder dels mamelucs, Bàybars en persona anà a Montfort a coordinar un setge en el qual emprà maquinària especial. Segons narren les cròniques musulmanes, després de tres dies ocuparen el rabad (el pati i les cases properes a la muralla exterior), l'endemà la bashura (la muralla exterior) i el cinquè els defensors de la torre negociaren la rendició. Com havien acordat, Bàybars els permeté marxar cap a Acre amb les seves possessions. Amb la caiguda d'Acre el 1291, els cavallers teutons s'establiren a Venècia. Llavors els mamelucs demoliren el castell durant dotze dies. Adrian Boas atribueix la culpa de la ràpida rendició del castell a la seva situació geogràfica i a les obres inacabades de la muralla exterior. Nicholas Morton, de la Nottingham Trent University inclou com a factor l'estat d'ànim dels defensors, en un moment en què ja s'havien perdut molts altres castells.

## Descripció

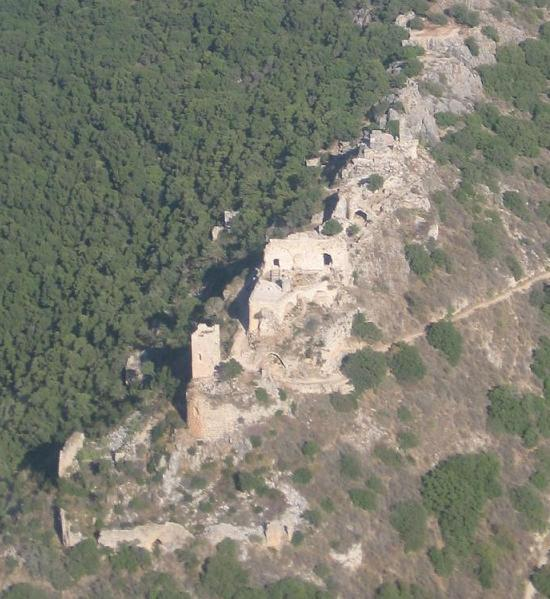
Vista aèria del castell de Montfort des del sud-oest, estretint-se en la part baixa.

Es tracta d'un castell construït en la carena d'una muntanya, la qual cosa li dona forma allargada. Les muralles estan situades en l'extrem del precipici, just on comencen els vessants. Hi ha dos fossats davant d'una torre que té la planta amb forma de lletra D. L'entrada al castell és per l'altre costat i està vigilada per una torre petita. Com que la part alta de la carena és força estreta, l'edifici residencial està adaptat a l'espai entre les dues torres de la carena. Juntament amb el passadís estret d'accés (Zwinger) de la banda occidental, aquests elements constituïen la defensa de la part superior o el castell pròpiament dit. La muralla exterior, possiblement inacabada en l'època que la fortalesa fou assetjada, el 1271, queda delineada per la forma dels vessants nord i oest de la muntanya.
Els elements d'aquesta fortificació, d'est a oest, són: 
- Fossats secs. Hi ha dos fossats que impedeixen el pas cap al castell, situats a l'est de la torre dels magatzems.
- La torre dels magatzems, amb planta en forma de D, fou la primera part en ser construïda, dona protecció en l'extrem oriental.
- Edifici de dos pisos, situat a l'oest de la torre abans esmentada, fou l'estructura ideada per fer d'habitatge. Té forma allargada i probablement incloïa la cuina.
- Edifici administratiu, de tres pisos, situat en l'extrem occidental. Segons Adrian Boas, en el segon pis estava el saló cerimonial i en el tercer les cambres del castellà. A nivell del terra, hi havia dues sales amb sostre de volta que encara es conserven.
- Edifici de l'extrem occidental, era una petita estructura, actualment totalment destruïda.

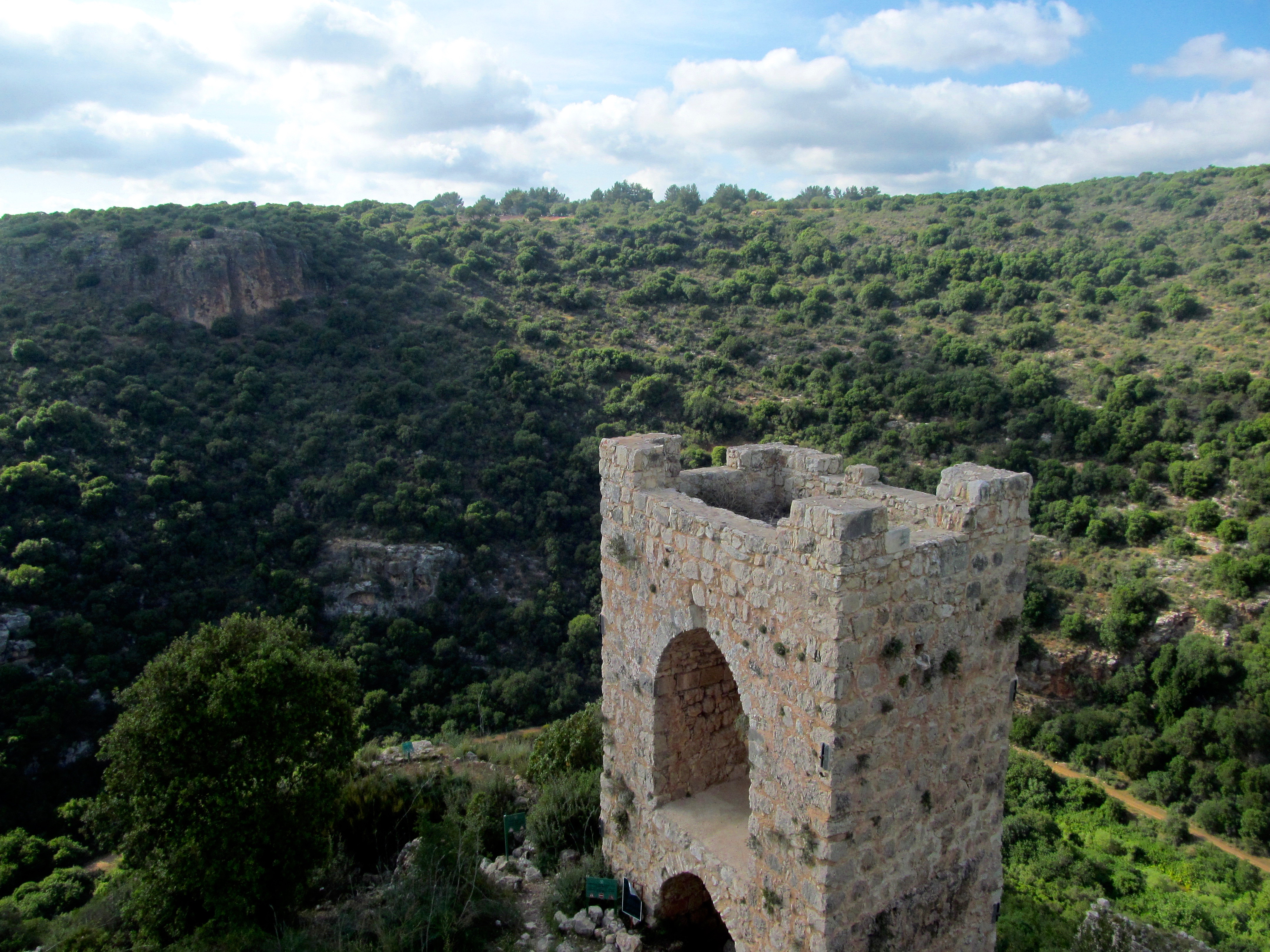
La torre sobre l'entrada.

- Sistema d'accés.- L'entrada principal a la fortalesa era per una torre de tres pisos del tipus torre oberta i encara es conserva. Donava accés al pas estret (Zwinger) creat per un mur que era part de la paret de la torre d'entrada, el qual s'estretia cap al l'oest i donava un gir cap al sud, seguint un pla semicircular, que enllaçava amb el castell per l'extrem occidental de la muralla interior. Els qui passaven per aquest passadís probablement seguien per la muralla nord dels edificis administratius i els domèstics, sembla que passant per un segon i allargat passadís estretit que estava tancat per la banda nord amb un mur que actualment està destruït. Finalment hom accedia al castell per una porta que donava a un vestíbul situat a l'extrem oriental de l'edifici domèstic, entre aquest i els magatzems.
- La muralla exterior, situada a uns 50 metres més avall, pel vessant nord, donant la volta pel vessant oest cap al sud del castell. Acabats els treballs arqueològics el 2016, no se'n van trobar restes de la continuació d'aquesta muralla en la zona sud; a tot cas, podria haver hagut un mur que enllacés amb la muralla de dalt per la part occidental. Recolzades contra aquesta muralla exterior s'han trobat restes d'alguns edificis que devien ser els estables.

## Edificis relacionats
Molí i casa d'hostes
En la part baixa, junt al riu Kziv, hi havia un edifici que era alhora molí i casa d'hostes, el primer a la planta baixa i el segon en el pis superior. Data del segle xiii .
El tarphile
Un pati fortificat amb una torre situat en una pedrera que es va fer servir per construir el castell de Montfort Castle, situat a menys d'1 km, en direcció a Mi'ilya, on estava el Castellum Regis. Aquest deu ser l'arrabal esmentat en les cròniques en llengua àrab, on es diu que era el primer element fortificat que Bàybars prengué el 1271. En els textos dels croats se l'anomena tarphile, trefile, o tertille.
Castellum Regis
L'antic castell reial, després residència dels Milly i venut als cavaller teutons el 1220, era el castell de suport més proper, anomenat pels àrabs Mhalia. Les seves ruïnes es troben en l'actual vila Mi'ilya i els seus murs exteriors s'han aprofitat per fer-hi cases.

## Estudis arqueològics
Es catalogà com a lloc d'estudi el 1877, descrit per Horatio Herbert Kitchener, per ordre del Survey of Western Palestine.
Les primeres excavacions arqueològiques es van fer el 1926 en una expedició organitzada per Bashford Dean, conservador del Departament d'Armes i Armadures del Museu Metropolità de Nova York. Dean escollí William L. Calver per dirigir l'excavació.
L'estiu del 2011 es continuà l'estudi amb una sessió de quatre setmanes, organitzada pel professor Adrian Boas de la Universitat de Haifa i amb el patrocini de la Societat per l'Estudi de les Croades en el Llevant Llatí. Els estudis han continuat cada estiu des de llavors. Els anys 2015 i 2016 hi van participar estudiants de la Universitat de Londres.